# Nakajima Ki-27
Истребитель И-97 Сухопутных войск Императорской Японии 陸軍九七式戦闘機/中島キ27  (яп.  Рикугун кюнанасики сэнтоки/Накадзима Ки. нинана) — одноместный цельнометаллический фронтовой истребитель авиации Сухопутных войск Императорской Японии, разработанный в авиационном КБ Накадзима под руководством Я. Коямы. Принят на вооружение Сухопутных войск Императорской Японии в 1937 г.. Условное обозначение ВВС союзников — Нэйт (Nate), ВВС РККА — И-97. Строился средней серией до начала Второй мировой войны.

## История
- Накадзима Ки. 11
- Мицубиси Ки. 33

Весной 1936 года ГУ авиации Сухопутных войск приняло решение о конкурсе на разработку перспективного моноплана для Сухопутных войск. Летом 1935 года коллективам КБ Накадзима, Кавасаки и Мицубиси были выданы заказы на постройку образца опытного истребителя. На рассмотрение заказчика были предложены опытные Ки.33, Ки.28 и Ки.27. На войсковых испытаниях зимы 1937 года в первую очередь проявилась ненадежность лицензионного Кавасаки-BMW. В связи с интервенцией в Китай в 1937 году, Сухопутные войска прилагали усилия для доводки фронтового истребителя, и на вооружение осенью 1937 года был принят опытный моноплан КБ Накадзима.
Ещё до получения ТТЗ Сухопутных войск коллектив во главе с Я.Коямой, по собственной инициативе, вел разработку моноплана РЕ (Pursuit Experimental/Перехватчик Экспериментальный) с жестким шасси и двигателем Д-1 (Долголетие/лицензионный Пратт-Уиттни-Восп, 650 л. с.). Летом 1936 г. опытный РЕ облетывался заводскими специалистами КБ, и к осени была готова вторая модернизированная машина, получившая заводской шифр Ки.27. Машина РЕ использовалась в качестве лаборатории для испытаний закрылка "бабочкино крыло", который со второй половины 1930 гг. КБ Накадзима начало удачно применять на своих машинах, на первом опытном Ки.27 крыло было увеличено до 17,6 м². Внешне машины различались формой киля, фонаря и капота, но для обеих КБ выбрало обеспечившее высокий уровень маневренности облегченное крыло собственного профиля Накадзима.
В начале 1937 г. машины на испытания в НИИ авиации Сухопутных войск (аэродром Татикава) были переданы машины КБ Накадзима (Ки.27), КБ Кавасаки (Ки.28) и КБ Мицубиси (Ки.33 (И-96). Машины Накадзима и Мицубиси показали максимальную скорость 470 км/ч, машина Кавасаки — 490 км/ч. Время набора 5 км у машин Накадзима и Мицубиси составило 5,5 мин. и 6 мин.
Сравнительные испытания продолжались почти год и были самыми продолжительными в истории НИИ авиации Сухопутных войск в 1930 гг. Рассмотрев результаты испытаний, ГУ авиации Сухопутных войск приняло решение о заказе опытной партии машины КБ Накадзима (Ки.27), и головной авиазавод Накадзима-Ота получил заказ на десять предсерийных машин. На решение ГУ авиации Сухопутных войск в первую очередь повлияла надежность и простота эксплуатации двигателя Д-1.

## Конструкция
Одноместный одномоторный цельнометаллический низкоплан с жестким шасси.

#### Фюзеляж
Фюзеляж типа полумонокок, в поперечном сечении носовой части круглый, в хвостовой овальный. Силовой каркас из стрингеров и шпангоутов, дюралевая обшивка крепится к каркасу клёпкой впотай. В носовой части трубчатая стальная моторама, к которой крепится двигатель с маслорадиатором. Кабина лётчика закрытая, со сдвигающимся назад фонарём. Фонарь трёхсекционный, средняя часть сдвижная назад. Через лобовое стекло проходит телескопический стрельбовый прицел. За креслом пилота смонтирована противокапотажная ферма. Для удобства транспортировки за кабиной на фюзеляже предусмотрен эксплуатационный разъём, на нижней поверхности — люк для доступа к агрегатам. В задней части — навигационный огонь.

#### Крыло
Крыло цельнометаллическое трапециевидной формы с закруглёнными законцовками. Силовой каркас три лонжерона, стрингеры и нервюры. Обшивка несущая крепится к каркасу при помощи потайной клепки. Передняя кромка крыла усилена дополнительными полунервюрами. Крыло имеет сквозной центроплан с короткими съёмными законцовками на консолях. Механизация включает цельнометаллические закрылки и элероны с полотняной обшивкой и триммерами. На передней кромке левого крыла у законцовки установлен приёмник воздушного давления. На законцовках смонтированы навигационные огни.

#### Оперение
Хвостовое оперение цельнометаллическое классической схемы, обшивка рулей высоты и направления полотняная. Стабилизатор симметричного профиля, эллиптический в плане. Киль трапециевидный со скруглённым верхом и изогнутой задней кромкой. Рули имеют регулируемые на земле металлические триммеры и весовую балансировку. Конструкция киля жестко интегрирована в конструкцию фюзеляжа. Между мачтой перед кабиной по правому борту и верхней точкой киля растянута проволочная радиоантенна.

#### Шасси
Шасси неубираемое с хвостовым костылем. Стойки и колёса закрывались обтекателями. Главные стойки крепились к крылу. Задний костыль неуправляемый и неориентирующийся. Амортизация стоек воздушно-масляная, костыля — масляно-пружинная, тормоза механические. На некоторых модификациях устанавлено самоориентирующееся хвостовое колесо.

#### Силовая установка
Поршневой радиальный звездообразный двигатель воздушного охлаждения Д-1 (Накадзима-Долголетие/лицензионный Бристоль Юпитер, 9 цил., 650 л.с.)
Двигатель закрыт капотом, который может быть полностью снят при регламентных работах. Маслорадиатор карбюратора перед цилиндрами, воздухозаборники — над ними, выхлопные коллекторы — по бортам между двигателем и крылом. Управление режимами охлаждения - с помощью четырех створок с каждой стороны фюзеляжа.
Воздушный винт металлический трёхлопастный фиксированного шага диаметром 2,9 м. На втулке смонтирован храповик, через который с помощью автостартёра осуществлялся запуск двигателя. Кок винта отсутствует.
Запас топлива (330 литров): четыре крыльевых (по 70 л), один фюзеляжный (50 л). Емкость маслобака 25 л. Бензо- и маслобаки непротектированные, заливные горловины на верхней поверхности крыла. Предусмотрена подвеска сбрасываемых ПТБ.

#### Вооружение
Вооружение составляют два синхронизированных пулемета калибра 7,7 мм. Заряжание барабанное (500 выстрелов на ствол), скорострельность 900 выстр./мин., прицельная дальность 600 м. Под центропланом установлены бомбодержатели, позволяющие нести четыре авиабомбы калибра 30 кг.

## Серийное производство
- И-97 училища Акэно
- И-97 училища Хамамацу

В конце 1937 г. на авиазаводе №1 Накадзима-Ота началось серийное производство первой модификации. Подготовка завода к серийному строительству началась уже при получении заказа на опытные образцы. Первые машины первой модификации начали поступать в части уже весной, темпы сборки превысили 20 машин в месяц. производство первой модификации было завершено летом 1939 г., всего выпущено 565 машин.
С осени 1939 года началось производство второй модификации И-97, общий объем производства к осени 1942 составил до 1,5 тыс. машин. Учитывая большие потребности военного времени КБ Накадзима передало лицензию на производство И-97 гражданскому авиазаводу Татикава, где за два месяца было построено дополнительно 50 машин.
Всего с учетом опытных и предсерийных машин выпущено чуть более 2 тыс. машин обеих модификаций.

#### Серийные
- Ранняя модификация с Д-1 (780 л. с.)
- Поздняя модификация с каплевидным фонарем и подкрыльевыми пилонами.
- УБИ-97 с фотопулеметом и оборудованием для буксировки мишеней.

#### Опытные
- Десять предсерийных Ки. 27 с увеличенным крылом и килем.
- Опытная пара И-97М (Ки.27-Кай) в рамках работ по И-1.

Первая модификация получила двигатель Д-1 (Накадзима-Долголетие, 780 л. с.) с синхронизированными АП-89 (по 500 патр. на ствол) и радиопередатчики Р-96 (на командирских машинах). Ранние серии имели секционное лобовое стекло и гаргрот, вторая модификация получила каплевидный фонарь с гнутым лобовым стеклом. На УБИ-97 в корневой части левого крыла устанавливался фотопулемет. По мере освоения промышленностью вторая модификация также получила новый маслорадиатор и крыльевые пилоны (четыре ОФАБ-25/пара ПТБ 130 л).
Ошибочно считается, что Ki-27 собирался по лицензии в Маньчжурии харбинской фирмой, но там выпускался учебный самолёт  Ki-29, созданный на базе Ki-27. По количеству выпущенных самолётов фирма "Nakajima" стала вторым после "Mitsubishi" производителем самолётов в Японии.

## Характеристики
Технические характеристики
- Экипаж: 1 чел.
- Длина: 7,5 м
- Размах крыла: 11,4 м
- Высота: 3,4 м
- Площадь крыла: 18,61 м²
- Масса пустого: 1,2 т
- Нормальная взлётная масса: 1,6 т
- Максимальная взлётная масса: 1,8 т
- Силовая установка:  × радиальный Накадзима-Долголетие (650 л.с.)

Лётные характеристики
- Максимальная скорость:  
  - на высоте: 444 км/ч
  - у земли: 395 км/ч
- Крейсерская скорость: 350 км/ч
- Боевой радиус: 627 км
- Практическая дальность: 1,7 тыс. км
- Практический потолок: 10 км
- Скороподъёмность: 15,3 м/с
- Нагрузка на крыло: 86 кг/м²
- Тяговооружённость: 300 Вт/кг

Вооружение
- Стрелково-пушечное: 2 ед. АП-89 (7,7 мм)
- Боевая нагрузка: до 4 ед. ОФАБ-25

## Боевое применение
- Техсостав у истребителя (Маньчжурия, 1937 г.)
- Машины ИАЭ №11
- Машина ИАЭ №59
- Машины ИАЭ №64 (Халхин-Гол, 1939 г.)

#### Интервенция в Китай
В конце 1930-х гг. в связи с применением авиации на заморских ТВД Генштаб Сухопутных войск Императорской Японии принял решение о реорганизации ОШС. Для повышения мобильности из авиаполков  (яп.  хикорэнтай) выделялись специализированные (истребительные, бомбардировочные, разведывательные) эскадрильи  (яп.  хикосэнтай) с ротой МТО. Весной 1938 г. И-97 появились в составе САД № 2 (ИАЭ № 5, № 11, № 13, № 59 и № 64) Квантунской армии Сухопутных войск, позволив добиться перевеса над ВВС Гоминьдана. Принятие И-97 совпало с началом интервенции в Китай весной 1937 г. Поставки позволили начать широкое развертывание истребительной авиации на территории Китая и Императорской Маньчжурии. Летом 1938 г. были сформированы ИАЭ № 55 ПВО метрополии, ИАЭ № 33 и № 77 в Китае.

#### Бои на Халхин-Голе
Надеясь на слабость МНР в военном отношении, весной 1939 г. штаб Квантунской армии разработал план наступления на монгольскую территорию по восточному берегу р. Халхин-Гол. Нападение маньчжурских пограничников на монгольскую заставу положило начало масштабным столкновениям. В соответствии с договором о военной взаимопомощи СССР пришел на помощь Монголии. В начале боевых действий Квантунская армия имела на военных аэродромах в районе г. Хайлар бомбардировочную роту и две роты авиаразведки САД № 2 и до 3 рот сводной авиабригады (САБр) № 2 ВМС на И-96. С полевого аэродрома Тамцак-Булак авиации Квантунской армии противостояли 70-й ИАП (до 40 ед. И-16 и И-15) и 150-й САП ВВС РККА (свыше 40 ед. бомбардировщиков СБ и разведчиков Р-5). В силу опыта и обстрелянности летного состава Квантунской армии, силы оказались примерно равными, несмотря на численное превосходство авиации РККА. Ситуация начала меняться после развертывания в районе 7-го, 22-го, 41-го и 51-го истребительных, 38-го и 56-го бомбардировочных авиаполков и 121-й спецэскадрильи ВВС РККА, когда в Монголию стал прибывать летный состав с боевым опытом в Испании. По первоначальным данным в пограничных боях 1939 г. авиация Квантунской армии потеряли более 600 ед. техники, из них 200 ед. в конце лета (потери ВВС РККА около 200 ед.) Послевоенные данные сообщали, что за лето 1939 г. в боях было уничтожено до 660 ед. авиации Квантунской армии (из них в августе 270 ед.) По свидетельству сторон, основной в САД № 2 Квантунской армии И-97 полностью превосходил И-15 и на равных боролся с И-16-М-25.

#### Война на Тихом океане
К декабрю 1941 г. новейший И-1 только осваивался в частях, и три дивизии авиации Сухопутных войск насчитывали до шестисот И-97 в 15 ИАЭ (пять вьетнамских, две ПВО Тайваня, четыре маньчжурских, одна в Китае, три ПВО метрополии, усиленная рота ВВС Таиланда). И-97 принимали участие в операциях по оккупации Малайзии и Сингапура, ИАЭ № 24 (о. Тайвань) и № 50 (Маньчжурия) — в оккупации Филиппин и Индонезии. В ходе боев стало ясно, что И-97 способны вести воздушный бой с основным истребителем США Р-40. Весной 1942 г. под влиянием налета США на Токио в ВМС и Сухопутных войсках началось формирование ПВО метрополии. Семь первых ИАЭ ПВО получили на вооружение И-1 и поздние И-97. Летом 1942 г. И-97 получили две ИАЭ ПВО ВВС Императорской Маньчжурии, прикрывавшие стратегические промышленные районы (горнорудный в г. Мукден и сталелитейный в г. Аньшань). Маньчжурские эскадрильи предпринимали попытки перехвата тяжелых бомбардировщиков США Б-29. Для атаки высотного бомбардировщика истребителям следовало достичь боевого потолка 8 км и зайти бомбардировщикам в переднюю полусферу с пикирования, поскольку из любой другой позиции И-97 не имел возможности догнать Б-29.

## Оценка машины
И-97 отлично проявил себя во время боевых действий 1930 гг. в Китае и Маньчжурии и принадлежал к лучшим образцам довоенных истребителей. К началу войны на Тихом океане И-97 уже значительно отставал от авиации противника по основным характеристикам, но тем не менее активно применялся Сухопутными войсками в операциях начальной фазы войны.
При испытаниях трофейного И-97 в НИИ ВВС РККА в 1939 г. в заключении Акта по результатам испытаний говорилось:
Летные данные, маневренность, простота и удобство пилотирования И-97 требуют изучения методов борьбы с этим самолётом в частях ВВС Красной Армии. Прочность И-97 недостаточная. Уровень летных характеристик и маневренности И-97 соответствует уровню маневренных серийных истребителей ВВС Красной Армии, но ниже летных данных скоростных серийных самолётов. Живучесть И-97 меньшая, чем у истребительных отечественных самолётов. Отсутствуют бронирование экипажа, протектирование баков и заполнение бензобаков нейтральными газами. Вооружение И-97 слабее вооружения истребительных отечественных самолётов, боезапас также меньше, чем у нас. Спецоборудование применяется устаревшее. 
Передать И-97 на завод №156 для детального изучения конструкции и внедрения положительных образцов в отечественную промышленность.